# Aulla
Aulla ist eine italienische Gemeinde mit 10.671 Einwohnern (Stand 31. Dezember 2023) in der Provinz Massa-Carrara in der Toskana. Sie besteht aus den Ortsteilen Albiano Magra, Bibola, Bigliolo, Canova, Caprigliola, Gorasco, Olivola, Pallerone, Quercia, Serricciolo und Vecchietto.

## Geographie

Lage von Aulla in der Provinz Massa-Carrara

Aulla liegt etwa 35 Kilometer nordwestlich der Provinzhauptstadt Massa, nahe der Grenze zu Ligurien. An Aulla fließen zwei Flüsse vorbei, der Aulella und die Magra. Der Ort liegt an der im Mittelalter stark begangenen Via Francigena.
Die Nachbargemeinden sind Bolano (SP), Fivizzano, Fosdinovo, Licciana Nardi, Podenzana, Santo Stefano di Magra (SP) und Sarzana (SP).

## Geschichte
Während des Zweiten Weltkriegs war Aulla durch Kriegseinwirkung stark betroffen: Neben großen Zerstörungen gab es auch viele zivile Kriegsopfer. 

## Verkehr
- In Aulla besteht ein Autobahnanschluss an die Autobahn A 15 (Autocamionale della Cisa) Parma – La Spezia.
- Aulla liegt an der Bahnstrecke Ferrovia Pontremolese von Parma nach La Spezia. Es zweigt seit 2008 die Bahnstrecke Aulla Lunigiana–Lucca (Nebenstrecke 252) ins 60 km entfernte Lucca ab. Bei der Eröffnung der Strecke wurde die alte Station Stazione di Aulla geschlossen und die neue Haltestelle Aulla Lunigiana eröffnet.

## Sehenswürdigkeiten

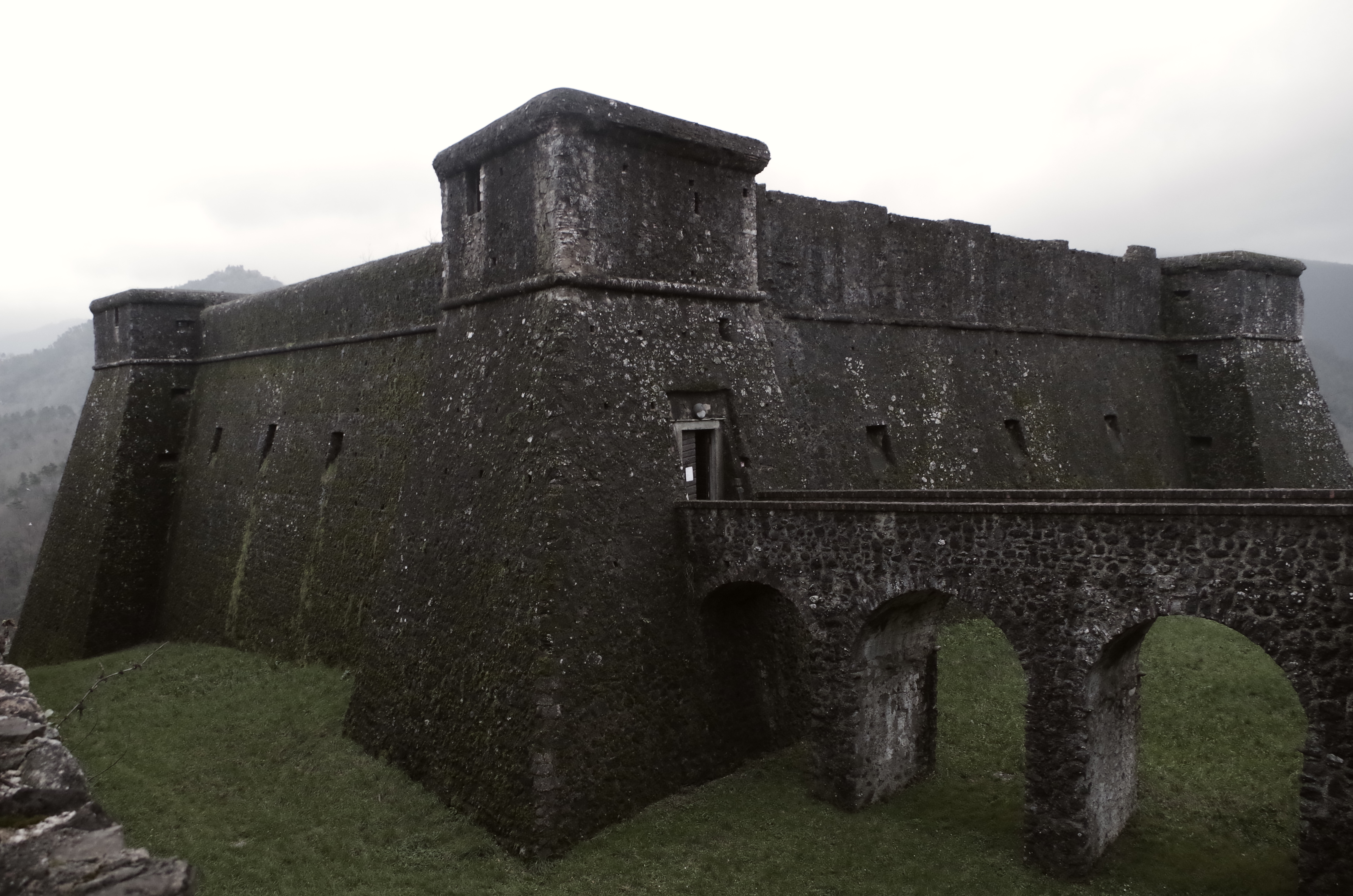
Festung Brunella

Die Festung Fortezza della Brunella wurde im 15. Jahrhundert erbaut. Sie steht auf einem Felsvorsprung, an dem die zwei Flüsse zusammenfließen. Sie beherbergt seit 1981 das Museo di storia naturale della Lunigiana, das Naturkundemuseum der Lunigiana.

## Städtepartnerschaft
- Aulla ist mit Villerupt in Lothringen (Frankreich) partnerschaftlich verbunden.